# Falsa morte de Amin Khader
A falsa morte de Amin Khader foi uma notícia falsa divulgada no dia 28 de junho de 2011 pela Record. O caso foi estudado em artigos acadêmicos.

## Caso
Amin Khader é um jornalista que, na época do ocorrido, era colunista de entretenimento do Hoje em Dia, da Record, além de humorista fixo do Show do Tom. Na época, os âncoras do programa eram Gianne Albertoni, Chris Flores, Edu Guedes e Celso Zucatelli. No dia 28 de junho de 2011, o programa anunciou que Khader havia morrido devido a um mal súbito em sua casa. Zucatelli disse:
| “ | Infelizmente tenho uma notícia muito triste para dar. Nosso colega aqui da Rede Record, Amin Khader, faleceu nesta madrugada. Essa notícia começou a circular agora na internet, nossas equipes foram apurar, e a informação foi confirmada por familiares. | ” |

Flores chorou no estúdio. Fabíola Reipert, repórter, confirmou a notícia com um amigo de Khader, David Brazil, e disse ainda: "David está em estado de choque, não consegue falar com mais ninguém. O corpo está sendo levado para Petrópolis, onde a família mora". David havia postado sobre a morte em seu Twitter. Programas como TV Fama, da RedeTV!, e A Tarde É Sua, de Sônia Abrão, fizeram reportagens sobre a vida de Khader.
Pouco tempo depois, Khader foi visto correndo na orla da Barra da Tijuca e, logo após o Hoje em Dia, foi entrevistado no Balanço Geral. Inicialmente, Khader disse que a notícia havia sido uma "piada de mau gosto" e David disse que havia sido enganado. No dia seguinte, a Record pediu desculpas e Zucatelli disse: "Foi uma falha de apuração". Após o caso, David disse que a notícia falsa havia sido armada pelo próprio Khader, e que a sobrinha de Khader e o porteiro de seu prédio também haviam confirmado a morte. Em entrevista, ele disse: "O que aconteceu foi uma palhaçada do Amin e não quero mais falar com ele. Acabou a amizade. Para mim ele morreu." Os dois só voltaram a se falar em 2018.